# Vrbětice (Tisovec)
Vrbětice je malá vesnice, část obce Tisovec v okrese Chrudim. Nachází se asi 1,5 km na sever od Tisovce. V roce 2009 zde bylo evidováno 17 adres. V roce 2001 zde trvale žilo 51 obyvatel.
Vrbětice leží v katastrálním území Tisovec o výměře 3,96 km2.